# Барріллвілл (Род-Айленд)
Барріллвілл (англ. Burrillville) — місто (англ. town) в США, в окрузі Провіденс штату Род-Айленд. Населення — 16 158 осіб (2020).

## Географія

### Клімат
| Клімат : Барріллвілл    | Клімат : Барріллвілл | Клімат : Барріллвілл | Клімат : Барріллвілл | Клімат : Барріллвілл | Клімат : Барріллвілл | Клімат : Барріллвілл | Клімат : Барріллвілл | Клімат : Барріллвілл | Клімат : Барріллвілл | Клімат : Барріллвілл | Клімат : Барріллвілл | Клімат : Барріллвілл | Клімат : Барріллвілл |
| Показник                | Січ.                 | Лют.                 | Бер.                 | Квіт.                | Трав.                | Черв.                | Лип.                 | Серп.                | Вер.                 | Жовт.                | Лист.                | Груд.                | Рік                  |
| Абсолютний максимум, °C | 19,4                 | 20,0                 | 31,1                 | 34,4                 | 33,9                 | 34,4                 | 36,1                 | 36,1                 | 34,4                 | 28,9                 | 25,6                 | 23,9                 | 36,1                 |
| Середній максимум, °C   | 1,7                  | 3,3                  | 8,3                  | 14,4                 | 20,6                 | 24,4                 | 27,2                 | 26,1                 | 22,2                 | 16,1                 | 10,0                 | 3,9                  | 15,0                 |
| Середній мінімум, °C    | −8,9                 | −7,2                 | −2,8                 | 2,2                  | 7,8                  | 12,8                 | 15,6                 | 15,0                 | 10,6                 | 3,9                  | 0,0                  | −5,6                 | 3,9                  |
| Абсолютний мінімум, °C  | −25                  | −23,9                | −18,3                | −10                  | −2,8                 | 3,3                  | 5,6                  | 3,9                  | −0,6                 | −6,1                 | −15,6                | −26,1                | −26,1                |
| Норма опадів, мм        | 126                  | 102                  | 129                  | 114                  | 102                  | 103                  | 98                   | 115                  | 101                  | 117                  | 126                  | 118                  | 1351                 |
| ----------------------- | -------------------- | -------------------- | -------------------- | -------------------- | -------------------- | -------------------- | -------------------- | -------------------- | -------------------- | -------------------- | -------------------- | -------------------- | -------------------- |
| Джерело:                |                      |                      |                      |                      |                      |                      |                      |                      |                      |                      |                      |                      |                      |

## Демографія

### Перепис 2010
Згідно з переписом 2010 року, у місті мешкало 15 955 осіб у 5869 домогосподарствах у складі 4340 родин. Було 6419 помешкань
Расовий склад населення:
| - 97,1 % — білих - 0,5 % — чорних або афроамериканців - 0,4 % — азіатів - 0,2 % — корінних американців |

До двох чи більше рас належало 1,3 %. Частка іспаномовних становила 1,7 % від усіх жителів.
За віковим діапазоном населення розподілялося таким чином: 22,4 % — особи молодші 18 років, 65,1 % — особи у віці 18—64 років, 12,5 % — особи у віці 65 років та старші. Медіана віку мешканця становила 42,4 року. На 100 осіб жіночої статі у місті припадало 98,9 чоловіків; на 100 жінок у віці від 18 років та старших — 96,4 чоловіків також старших 18 років.
Середній дохід на одне домашнє господарство становив 82 228 доларів США (медіана — 71 055), а середній дохід на одну сім'ю — 93 907 доларів (медіана — 81 792). Медіана доходів становила 52 526 доларів для чоловіків та 43 518 доларів для жінок. За межею бідності перебувало 11,7 % осіб, у тому числі 14,1 % дітей у віці до 18 років та 7,2 % осіб у віці 65 років та старших.
Цивільне працевлаштоване населення становило 8495 осіб. Основні галузі зайнятості: освіта, охорона здоров'я та соціальна допомога — 25,8 %, роздрібна торгівля — 12,7 %, мистецтво, розваги та відпочинок — 8,9 %, будівництво — 8,9 %.

### Перепис 2000
За даними перепису 2000 року
на території муніципалітету мешкало 15 796 людей, було 5 559 садиб.
Густота населення становила 109,8 осіб/км². З 5 559 садиб у 36,6 % проживали діти до 18 років, подружніх пар, що мешкали разом, було 62,8 %,
садиб, у яких господиня не мала чоловіка — 9,7 %, садиб без сім'ї — 23,5 %.
Власники 7,6 % садиб мали вік, що перевищував 65 років, а в 18,8 % садиб принаймні одна людина була старшою за 65 років. Кількість людей у середньому на садибу становила 2,75, а в середньому на родину 3,15.
Середній річний дохід на садибу становив 52 587 доларів США, а на родину — 58 979 доларів США. Чоловіки мали дохід 39 839 доларів, жінки — 28 835 доларів. Дохід на душу населення був 21 096 доларів. Приблизно 3,7 % родин та 6,1 % населення жили за межею бідності.
Медіанний вік населення становив 38 років. На кожних 100 жінок віком понад 18 років припадало 92,5 чоловіків.